# Мирза Джавад-хан Саад ад-Довла
Мирза Джавад-хан Саад ад-Довла(перс. جواد سعدالدوله‎; род. 1 апреля, 1856 — 3 февраля 1930) — премьер-министр (визирь) Ирана при Султан Ахмад-шахе,  государственный деятель.

## Биография
Мирза Джавад-хан родился в 1856 году в городе Хой в семье Мирза Джаббар Тезкиречи.
С 3 декабря 1893 года по 15 июля 1896 года — посол Персии в Бельгии.
В 1908 году в Тебризе началось восстание против власти шаха.
Несколько дней Мохаммад Али-шах был в нерешительности. Он удалил из правительства Мошира ос-Салтане и назначил на его место своего дядю Камран Мирза Найеб ас-Салтане, но одновременно уволил фаворита русских Са'да од-Довлы и отказался назначить протеже англичан Насера ол-Мулка. Две дипломатические миссии, действовавшие в необычайном согласии, заявили протест против назначения Найеба ас-Салтане. Исполняющий обязанности министра иностранных дел Н.В. Чарыков настаивал из Санкт-Петербурга на восстановлении в должности Са'да од-Довлы и назначении Насера ол-Мулка. 4 мая 1909 году шах капитулировал. 5 мая он издал указ, назначающий дату выборов в меджлис. 10 мая ещё один указ полностью восстановил конституцию. «Англо-русские представления возымели эффект, – телеграфировал Саблин. – Кабинет, предложенный двумя миссиями, с Насером ол-Молком во главе и Са'дом од-Довлы в качестве министра иностранных дел производит серьезное впечатление». Новый министр иностранных дел обратился к двум дипломатическим представительствам с письмом об устных гарантиях шаху. «Поскольку документа об этом не существует и его величество не помнит содержание этих гарантий, – писал Са'д од-Довлы, – имею честь просить вас направить мне их письменный текст, подписанный вами». Британцам не слишком хотелось давать письменные обещания, все же письмо Са'ду од-Довлы было подготовлено и подписано Баркли и Саблиным. Гарантии предоставлялись с некоторыми условиями: «В той степени, в какой Ваше Величество будет добросовестно выполнять долг конституционного монарха, вы будете иметь поддержку и добрую волю Англии и России, и оба эти государства, в случае нужды и по вашей просьбе, предоставят вашей персоне защиту. Оба представителя убеждены, что наилучшей гарантией от опасности, которую имеет в виду Ваше величество, было бы восстановление конституционного режима и добросовестное участие в его повседневной работе».
Мирза Джавад-хан был назначен на пост министра иностранных дел, но оставался в этой должности лишь короткое время.
Мирза Джавад-хан министр торговли в 1909 году.
Умер в 1930 году в Тегеране от сердечного приступа.